# Jan Werner Danielsen
Jan Werner Danielsen (Nord-Odal, 10 aprile 1976 – Oslo, 28 settembre 2006) è stato un cantante norvegese.
Ha partecipato all'Eurovision Song Contest 1994 in rappresentanza della Norvegia in coppia con Bettan (Elisabeth Andreassen). È deceduto a soli 30 anni.

## Discografia
- 1995 – All by Myself
- 1997 – Inner Secrets
- 1998 – Music of the Night
- 1999 – Bettan & Jan Werners jul
- 2000 – Over the Rainbow and Other Musical Highlights (con Bettan)
- 2003 – Singer of Songs
- 2006 – Stronger
- 2007 – Eg veit i himmelrik ei borg - Salvation Army Christmas Album 2007
- 2010 – One More Time - The Very Best of